# Blob Wars: Metal Blob Solid
Blob Wars: Metal Blob Solid är plattformsspel i 2D-miljö skrivet av Parallel Realities. Det använder öppen källkod och är licenserat under GNU GPL-licensen. Spelet liknar i vissa avseenden spelen Ape Escape och New Zealand Story. Huvudkaraktären är en rund figur med ögon, en blob, kallad Bob.
Målet i spelet är att rädda blobbar som har blivit saknade i strid då de kämpade i ett slag mot utomjordiska invaderare ledda av Galdov (the Metal Blob). Metal Blob Solid innehåller flera olika vapen, exempelvis pistol, laserkanon, kulsprutor och granater, platser, bossfajter och ungefär totalt nio timmar speltid.
Detta är spelets första (av ett okänt antal) avsnitt. Avsnitt två, Blob and Conquer, är under utveckling och finns att ladda ned från Parallel Realities webbplats.
Spelet är skrivet i C++ och dess grafik och ljud använder bland annat SDL. För närvarande tillhandahålls det endast med single player.
Det finns tillgängligt för GNU/Linux, Mac OS, Amiga, BeOS, GP2X, PlayStation Portable, Xbox och Dreamcast och kan laddas ned kostnadsfritt via dess officiella hemsida.

## Kuriosa
Spelets titel är en lek med namnet Metal Gear Solid, datorspelet med Solid Snake i huvudrollen skapat av Konami.